# جبل حبش
جبل حبش ، جبل مطل على وادي العقيق من الناحية الغربية، بالقرب من المدينة المنورة، يبعد عنها 6 كم، يقع ما بين عروة وجبل الأنصار، ويبعد عن ذو الحليفة قرابه 2 كم. يفصل بينه وبين جبل مكيمن ووادي النقي.